# 신살
신살(神煞)은 사주팔자에 있어서 두 천간·지지 간의 특수적인 관계를 말한다. 신살은 신(神)과 살(煞)을 합친 합성어인데, 신은 마치 귀신같이 좋은 일이 벌어지는 일을 말하고, 살은 무엇을 저격하는 것을 말한다. 특수적인 것이기 때문에 사주팔자의 이론과는 좀 먼 것이다.

## 신(神)
신은 한자로 '귀신'이라는 뜻으로, 평범한 상태에서 왠지 마치 귀신같이 좋은 운이 온다는 것을 의미한다. 귀인(貴人)이라고도 하는데, 이것도 마찬가지로 사람에게 귀한 운이 온다는 뜻이다. 가장 대표적인 신으로 천을귀인(天乙貴人), 천덕귀인(天德貴人), 월덕귀인(月德貴人)이 있다. 이 세 가지 말고도 월공귀인(月空貴人), 문창귀인(文昌貴人), 천의귀인(天醫貴人), 암록귀인(暗祿貴人), 삼기귀인(三奇貴人) 등이 있다.

### 천을귀인
천을귀인(天乙貴人)은 하늘의 은덕을 입는 귀인이며, 여러 신 중에서는 가장 강한 신이다. 일간(日干)을 기준으로 그 짝에 해당하는 지지가 다음과 같이 있으면 천을귀인이 온다.
| 일간 | 甲 | 乙 | 丙 | 丁 | 戊 | 己 | 庚 | 辛 | 壬 | 癸 |
| ---- | -- | -- | -- | -- | -- | -- | -- | -- | -- | -- |
| 지지 | 丑 | 子 | 酉 | 酉 | 丑 | 子 | 丑 | 寅 | 卯 | 卯 |
| 지지 | 未 | 申 | 亥 | 亥 | 未 | 申 | 未 | 午 | 巳 | 巳 |

### 천덕귀인
천덕귀인(天德貴人)은 모든 종류의 악행, 재난으로부터 자신을 지켜주는 수호천사의 기능을 하여, 피해를 볼 때 남들보다 적게 피해를 보는 기운이다. 월지(月支)를 기준으로 그 짝에 해당하는 천간이나 지지가 다음과 같이 있으면 천덕귀인이 온다.
| 월지 | 子 | 丑 | 寅 | 卯 | 辰 | 巳 | 午 | 未 | 申 | 酉 | 戌 | 亥 |
| ---- | -- | -- | -- | -- | -- | -- | -- | -- | -- | -- | -- | -- |
| 짝   | 巳 | 庚 | 丁 | 申 | 壬 | 辛 | 亥 | 甲 | 癸 | 寅 | 丙 | 乙 |

정리하자면 생지(生支)인 인목(寅木)과 신금(申金), 사화(巳火)와 해수(亥水)가 월지에 있을 때 자기 다음 계절의 기운을 가진 음간이 한 자리 이상 있으면 천덕귀인이 생기고, 왕지(旺支)인 자수(子水)와 오화(午火), 묘목(卯木)과 유금(酉金)이 월지에 있을 때 자기 반대 계절의 생지가 한 자리 이상 있으면 천덕귀인이 생기며, 고지(庫支)인 진토(辰土)와 술토(戌土), 축토(丑土)와 미토(未土)가 월지에 있을 때 자기 앞 계절의 기운을 가진 양간이 오면 천덕귀인이 생긴다.

### 월덕귀인
월덕귀인(月德貴人)은 달의 덕을 입음으로써 주로 명예, 품성과 성향과 관련된 귀인이다. 월지를 기준으로 그 짝에 해당하는 천간이 다음과 같이 있으면 월덕귀인이 온다.
| 월지 | 子 | 丑 | 寅 | 卯 | 辰 | 巳 | 午 | 未 | 申 | 酉 | 戌 | 亥 |
| ---- | -- | -- | -- | -- | -- | -- | -- | -- | -- | -- | -- | -- |
| 천간 | 壬 | 庚 | 丙 | 甲 | 壬 | 庚 | 丙 | 甲 | 壬 | 庚 | 丙 | 甲 |

정리하자면 월지 자리에 삼합으로 목국(木局)으로 구성하는 지지 세 가지 중 하나일 때, 갑목(甲木)이 한 자리 이상 있고, 삼합으로 화국(火局)으로 구성하는 지지 세 가지 중 하나일 때, 병화(丙火)가 한 자리 이상 있고, 삼합으로 금국(金局)으로 구성하는 세 가지 중 하나일 때, 경금(庚金)이 한 자리 이상 있고, 삼합으로 수국(水局)으로 구성하는 지지 세 가지 중 하나일 때, 임수(壬水)가 한 자리 이상 있다면 월공귀인의 기운이 온다.

### 월공귀인
월공(月空)은 마치 하늘에 달이 떠있으면 모든 사람이 바라보듯이, 무대에 서서 남의 시선을 한몸에 받게 되는 기운을 말한다. 월지를 기준으로 그 짝에 해당하는 천간이 다음과 같이 있으면 월공귀인이 온다.
| 월지 | 子 | 丑 | 寅 | 卯 | 辰 | 巳 | 午 | 未 | 申 | 酉 | 戌 | 亥 |
| ---- | -- | -- | -- | -- | -- | -- | -- | -- | -- | -- | -- | -- |
| 천간 | 丙 | 甲 | 壬 | 庚 | 丙 | 甲 | 壬 | 庚 | 丙 | 甲 | 壬 | 庚 |

정리하자면 월지 자리에 삼합으로 목국(木局)으로 구성하는 지지 세 가지 중 하나일 때, 경금(庚金)이 한 자리 이상 있고, 삼합으로 화국(火局)으로 구성하는 지지 세 가지 중 하나일 때, 임수(壬水)가 한 자리 이상 있고, 삼합으로 금국(金局)으로 구성하는 세 가지 중 하나일 때, 갑목(甲木)이 한 자리 이상 있고, 삼합으로 수국(水局)으로 구성하는 지지 세 가지 중 하나일 때, 병화(丙火)가 한 자리 이상 있다면 월공귀인의 기운이 온다.

### 문창귀인
문창(文昌)은 종이를 가지고 하는 모든 행위에 재능을 의미해, 공부 실력이 좋은 기운을 말한다. 일간(日干)을 기준으로 그 짝에 해당하는 지지가 다음과 같이 있으면 문창귀인이 온다.
| 일간 | 甲 | 乙 | 丙 | 丁 | 戊 | 己 | 庚 | 辛 | 壬 | 癸 |
| ---- | -- | -- | -- | -- | -- | -- | -- | -- | -- | -- |
| 지지 | 巳 | 午 | 申 | 酉 | 申 | 酉 | 亥 | 子 | 寅 | 卯 |

정리하자면 목(木)·화(火)·금(金)·수(水)의 기운을 가진 일간은 그 일간이 해당하는 오행의 계절의 다음 계절의 기운을 가진 오행이고, 음양이 같은 정기의 기운을 가진 지지가 들어가면 문창귀인의 기운이 오고, 토(土)의 경우에는 화토동법(火土同法)에 의해 화(火)의 기운과 같이 보면 된다. 이때, 문창귀인의 기운이 올 때, 일간이 목(木)·토(土)·금(金)·수(水)의 기운을 가진 일간이라면 그 지지와는 식신(食神) 관계이고, 화(火)의 기운을 가진 일간이라면 그 지지와는 편재(偏財) 관계이다.

### 천의귀인
천의(天醫)는 하늘의 의사를 만나는 귀인이며, 이는 곧 사람의 몸과 마음을 치유하는 귀인이다. 월지를 기준으로 그 짝에 해당하는 지지가 다음과 같이 있으면 천의귀인이 온다. 천의귀인은 천문귀인(天文貴人)이라고도 한다.
| 월지 | 子 | 丑 | 寅 | 卯 | 辰 | 巳 | 午 | 未 | 申 | 酉 | 戌 | 亥 |
| ---- | -- | -- | -- | -- | -- | -- | -- | -- | -- | -- | -- | -- |
| 지지 | 亥 | 子 | 丑 | 寅 | 卯 | 辰 | 巳 | 午 | 未 | 申 | 酉 | 戌 |

정리하자면 해당 월지의 기운의 앞 달의 기운이 오는 지지가 세 자리 중 하나 이상 있으면, 천의귀인의 기운이 온다.

### 암록귀인
암록(暗祿)은 마치 감추어진 녹봉처럼, 남들 모르게 은밀하게 들어오는 조력이나 돈이 오는 기운이다. 일간을 기준으로 그 짝에 해당하는 지지가 다음과 같이 있으면 암록귀인이 온다.
| 일간 | 甲 | 乙 | 丙 | 丁 | 戊 | 己 | 庚 | 辛 | 壬 | 癸 |
| ---- | -- | -- | -- | -- | -- | -- | -- | -- | -- | -- |
| 지지 | 亥 | 戌 | 申 | 未 | 申 | 未 | 巳 | 辰 | 寅 | 丑 |

정리하자면 일간이 순서대로 순행할 때, 지지는 해수(亥水)부터 거꾸로 역행하며, 이때 토는 화토동법으로 인해 병화(丙火)와 무토(戊土), 정화(丁火)와 기토(己土)는 같은 지지가 오면 같은 암록귀인이 오며, 왕지(旺支)로는 암록귀인을 불러올 수 없다.

### 삼기귀인
삼기귀인(三奇貴人)은 고대 사술의 일종인 기문(奇門)에서 유래한 귀인인데, 현대에는 배움에 특화된 기운이 된다. 연간-월간-일간, 또는 월간-일간-시간이 다음과 같이 일치하면 삼기귀인이 온다.
갑목(甲木)-무토(戊土)-경금(庚金)이 연간-월간-일간, 또는 월간-일간-시간 자리에 순서대로, 아니면 거꾸로 배치되면 천상삼기(天上三奇)가 이루어진다. 을목(乙木)-병화(丙火)-정화(丁火)가 연간-월간-일간, 또는 월간-일간-시간 자리에 순서대로, 아니면 거꾸로 배치되면 인중삼기(人中三奇)가 이루어진다. 그리고 신금(辛金)-임수(壬水)-계수(癸水)가 연간-월간-일간, 또는 월간-일간-시간 자리에 순서대로, 아니면 거꾸로 배치되면 지하삼기(地下三奇)가 이루어진다.

## 살(煞)
살은 한자로 '죽이다'라는 뜻으로, 부정적이고 강한 기운이라는 뜻이다. 그렇다고 부정성만 있는 것은 아니다. 가장 대표적인 살로 역마살(驛馬煞), 도화살(桃花煞), 화개살(華蓋煞)이 있다. 이 세 가지 말고도 귀문관살(鬼門關煞), 원진살(怨嗔煞), 양인살(羊刃煞), 괴강살(魁罡煞), 백호대살(白虎大煞) 등이 있다. 그러나 요즘에는 뒤에 있는 '살'을 빼서 '역마', '도화', '화개' 등으로 불린다.

### 역마살
역마(驛馬)는 한자로 '정거장에 있는 말'이라는 뜻으로, 이는 변화와 변동에 강한 힘을 주는 살이다. 지지를 기준으로 그 짝에 해당하는 다른 지지가 다음과 같이 있으면 역마살이 온다.
| 지지 | 子 | 丑 | 寅 | 卯 | 辰 | 巳 | 午 | 未 | 申 | 酉 | 戌 | 亥 |
| ---- | -- | -- | -- | -- | -- | -- | -- | -- | -- | -- | -- | -- |
| 역마 | 寅 | 亥 | 申 | 巳 | 寅 | 亥 | 申 | 巳 | 寅 | 亥 | 申 | 巳 |

정리하자면 지지 자리에 삼합으로 목국(木局)으로 구성하는 지지 세 가지 중 하나 이상일 때, 사화(巳火)가 한 자리 이상 있고, 삼합으로 화국(火局)으로 구성하는 지지 세 가지 중 하나일 때, 신금(辛金)이 한 자리 이상 있고, 삼합으로 금국(金局)으로 구성하는 세 가지 중 하나일 때, 해수(亥水)가 한 자리 이상 있고, 삼합으로 수국(水局)으로 구성하는 지지 세 가지 중 하나일 때, 인목(寅木)이 한 자리 이상 있다면 역마살의 기운이 온다.
ㅡ> 여기 글은 누가 작성했는지, 글이 배배 꼬이고 꼬였고, 그 기본 글 구성이 잘못되어 있다. 누가 읽더라도 짜증이 날 것이다. 고쳐 놓기도 싫고, 그저 다 지워 버리고 싶을 만큼 악문일 따름이다. 누구라도, 이글을 보게 된다면, 다만 어지러워 질 뿐이니, 그저 무시하고, 다른 곳을 찾아서 보길 추천하오니, 부디 떨쳐 버리길 요망한다. 
| 시간 | 일간 | 월간 | 연간 |
| ---- | ---- | ---- | ---- |
| 甲   | 甲   | 丙   | 甲   |
| 子   | 子   | 寅   | 子   |
| 시지 | 일지 | 월지 | 연지 |

이와 같은 사주팔자가 있다면, 현재 네 개의 지지 중, 자수(子水)가 세 개 있고, 인목(寅木)이 한 개 있다. 이때, 인목은 수국에 해당하는 자수에 대한 역마살이 성립하기 때문에, 인목이 있는 월지에는 역마살이 성립한다. 이렇듯이 생지인 인목(寅木)과 신금(申金), 사화(巳火)와 해수(亥水)에만 역마살이 성립할 수 있다.

### 도화살
도화(桃花)는 마치 복숭아의 꽃, 복사꽃이 많은 수술들로부터 주목받는 암술처럼, 많은 사람으로부터 주목을 받는 힘을 주는 살이다. 지지를 기준으로 그 짝에 해당하는 다른 지지가 다음과 같이 있으면 도화살이 온다.
| 지지 | 子 | 丑 | 寅 | 卯 | 辰 | 巳 | 午 | 未 | 申 | 酉 | 戌 | 亥 |
| ---- | -- | -- | -- | -- | -- | -- | -- | -- | -- | -- | -- | -- |
| 도화 | 酉 | 午 | 卯 | 子 | 酉 | 午 | 卯 | 子 | 酉 | 午 | 卯 | 子 |

정리하자면 지지 자리에 삼합으로 목국(木局)으로 구성하는 지지 세 가지 중 하나 이상일 때, 자수(子水)가 한 자리 이상 있고, 삼합으로 화국(火局)으로 구성하는 지지 세 가지 중 하나일 때, 묘목(卯木)이 한 자리 이상 있고, 삼합으로 금국(金局)으로 구성하는 세 가지 중 하나일 때, 오화(午火)가 한 자리 이상 있고, 삼합으로 수국(水局)으로 구성하는 지지 세 가지 중 하나일 때, 유금(酉金)이 한 자리 이상 있다면 도화살의 기운이 온다.
| 시간 | 일간 | 월간 | 연간 |
| ---- | ---- | ---- | ---- |
| 丙   | 丁   | 戊   | 乙   |
| 午   | 酉   | 子   | 丑   |
| 시지 | 일지 | 월지 | 연지 |

이와 같은 사주팔자가 있다면, 현재 네 개의 지지 중, 자수(子水), 축토(丑土), 오화(午火), 유금(酉金)이 각각 하나씩 있다. 이때, 오화는 금국에 해당하는 축토에 대한 도화살이 성립하고, 유금은 수국에 해당하는 자수에 대한 도화살이 성립하기 때문에, 유금이 있는 일지와 오화가 있는 시지에는 도화살이 성립한다. 이렇듯이 왕지인 자수(子水)와 오화(午火), 묘목(卯木)과 유금(酉金)에만 도화살이 성립할 수 있다.

### 화개살
화개(華蓋)는 화려한 것을 덮는 것처럼 고독한 명예와 심오한 문장을 가진 살이다. 지지를 기준으로 그 짝에 해당하는 다른 지지가 다음과 같이 있으면 화개살이 온다.
| 지지 | 子 | 丑 | 寅 | 卯 | 辰 | 巳 | 午 | 未 | 申 | 酉 | 戌 | 亥 |
| ---- | -- | -- | -- | -- | -- | -- | -- | -- | -- | -- | -- | -- |
| 화개 | 辰 | 丑 | 戌 | 未 | 辰 | 丑 | 戌 | 未 | 辰 | 丑 | 戌 | 未 |

정리하자면 지지 자리에 삼합으로 목국(木局)으로 구성하는 지지 세 가지 중 하나 이상일 때, 미토(未土)가 한 자리 이상 있고, 삼합으로 화국(火局)으로 구성하는 지지 세 가지 중 하나일 때, 술토(戌土)가 한 자리 이상 있고, 삼합으로 금국(金局)으로 구성하는 세 가지 중 하나일 때, 축토(丑土)가 한 자리 이상 있고, 삼합으로 수국(水局)으로 구성하는 지지 세 가지 중 하나일 때, 진토(辰土)가 한 자리 이상 있다면 화개살의 기운이 온다.
| 시간 | 일간 | 월간 | 연간 |
| ---- | ---- | ---- | ---- |
| 辛   | 己   | 戊   | 丙   |
| 未   | 亥   | 戌   | 寅   |
| 시지 | 일지 | 월지 | 연지 |

이와 같은 사주팔자가 있다면, 현재 네 개의 지지 중, 인목(寅木), 미토(未土), 술토(戌土), 해수(亥水)가 각각 하나씩 있다. 이때, 미토는 목국에 해당하는 해수에 대한 화개살이 성립하고, 술토는 화국에 해당하는 인목에 대한 화개살이 성립하기 때문에, 술토가 있는 월지와 미토가 있는 시지에는 화개살이 성립한다. 이렇듯이 고지인 진토(辰土)와 술토(戌土), 축토(丑土)와 미토(未土)에만 화개살이 성립할 수 있다.

### 귀문관살
귀문관(鬼門關)은 귀신의 힘으로 통찰을 받는 살이다. 월지-일지, 또는 일지-시지가 다음과 같이 일치하면 귀문관살이 온다.
| 지지 1 | 지지 2 |
| ------ | ------ |
| 子     | 酉     |
| 丑     | 午     |
| 寅     | 未     |
| 卯     | 申     |
| 辰     | 亥     |
| 巳     | 戌     |

위와 같이 짝 지은 두 지지가 월지-일지, 또는 일지-시지가 순서대로, 아니면 거꾸로 배치되면 귀문관살이 온다.

### 원진살
원진(怨嗔)은 서로 원망하고 미워하는 관계를 가지게 되는 살이다. 사주팔자에 두 지지가 다음과 같이 짝지어 있다면 원진살이 온다.
| 지지 1 | 지지 2 |
| ------ | ------ |
| 子     | 未     |
| 丑     | 午     |
| 寅     | 酉     |
| 卯     | 申     |
| 辰     | 亥     |
| 巳     | 戌     |

위와 같이 짝 지은 두 지지가 사주팔자에 모두 있다면 원진살이 온다.

### 양인살
양인(羊刃)은 마치 칼날로 양털을 자르듯이, 가혹한 결단의 힘을 가지는 살이다. 양인살은 일간이 양간(陽干)일 경우에만 적용이 되며, 그 짝에 해당하는 지지가 다음과 같으면 양인살이 온다.
| 일간 | 甲 | 丙 | 戊 | 庚 | 壬 |
| ---- | -- | -- | -- | -- | -- |
| 지지 | 卯 | 午 | 午 | 酉 | 子 |

정리하자면 해당 일간의 오행의 기운을 가진 계절의 왕지(旺支)가 있으면 양인살이 온다. 다만, 토(土)의 기운을 가진 무토는 특별한 계절을 가지고 있지 않기 때문에 화토동법을 적용한다.

### 괴강살
괴강(魁罡)은 우두머리의 극강한 힘을 가진 살이다. 일주(日柱)가 경진일주(庚辰日柱), 임진일주(壬辰日柱), 경술일주(庚戌日柱), 또는 임술일주(壬戌日柱)이면 괴강살이 온다.
정리하자면 일간(日干)이 경금(庚金)이나 임수(壬水)이고, 일지(日支)가 진토(辰土)나 술토(戌土)이면 괴강살이 오며, 그 상태에서 연주(年柱)나 월주(月柱), 시주(時柱)에 위에 나온 네 개의 간지 중 하나가 있다면 그 주(柱)에도 괴강살이 온다.

### 백호대살
백호대살(白虎大煞)은 마치 백호가 와서 큰 위협에 처한 만큼 예측할 수 없는 위험이 닥치는 살이다. 일주가 무진일주(戊辰日柱), 정축일주(丁丑日柱), 병술일주(丙戌日柱), 을미일주(乙未日柱), 갑진일주(甲辰日柱), 계축일주(癸丑日柱), 또는 임술일주(壬戌日柱)이면 백호대살이 온다.
또한 그 상태에서 이런 간지가 연주나 월주, 시주에 있다면 그 주(柱)에도 백호대살이 온다.

### 공망살
공망(空亡)은 한자 뜻 그대로 텅 비어서 기능을 하지 못하는 신살이다. 천간은 10개이고, 지지는 12개이다 보니, 각각 하나씩 짝 지으면, 지지 쪽에서는 2개가 남다. 천간과 지지를 순서대로 배치하면 다음과 같다.
| 일간 | 甲 | 乙 | 丙 | 丁 | 戊 | 己 | 庚 | 辛 | 壬 | 癸 |    |    |
| 지지 | 子 | 丑 | 寅 | 卯 | 辰 | 巳 | 午 | 未 | 申 | 酉 | 戌 | 亥 |

위와 같이 천간과 지지를 순서대로 배치하면, 술토(戌土)와 해수(亥水)는 짝을 짓는 천간이 없어지게 된다. 이를 공망(空亡)이라고 한다. 공망살은 위 표에서 짝을 짓는 일주, 즉 갑자일주(甲子日柱), 을축일주(乙丑日柱), 병인일주(丙寅日柱), 정묘일주(丁卯日柱), 무진일주(戊辰日柱), 기사일주(己巳日柱), 경오일주(庚午日柱), 신미일주(辛未日柱), 임신일주(壬申日柱), 계유일주(癸酉日柱), 열 개 중 하나인 상태에서 연지나 월지, 시지에 술토(戌土)나 해수(亥水)가 있으면 그 해당 지지에 공망살이 온다.

### 천라지망살
천라지망(天羅地網)은 하늘과 땅에 그물이 쳐저 있는 상태를 말하며, 이는 그물에 걸려 꼼짝할 수 없는 상태, 남을 그물에 걸리고 하는 살이다. 사주팔자에 있는 네 개의 지지 중, 술토(戌土)와 해수(亥水)가 같이 있다면, 그 해당 지지가 차지하고 있는 곳은 천라의 기운이 온다. 또한, 사주팔자에 있는 네 개의 지지 중, 진토(辰土)와 사화(巳火)가 같이 있다면, 그 해당 지지가 차지하고 있는 곳은 지망의 기운이 온다.

## 같이 보기
- 사주팔자